# Mandaragebergte
Het Mandaragebergte is een vulkanisch gebergte dat zich uitstrekt over ongeveer 190 km langs het noordelijke deel van de grens tussen Kameroen en Nigeria, vanaf de Benue en het Hoogland van Adamaoua bij Yola in het zuiden tot ten noordwesten van Maroua in het noorden. Het hoogste punt is de top van Mount Oupay, op 1.494 m boven zeeniveau.
De regio is dichtbevolkt, voornamelijk door sprekers van Tsjadische talen, waaronder zowel de Mofu- als de Kirdi-etnische groepen. Er is uitgebreid archeologisch onderzoek gedaan in het Mandara-gebergte, waaronder werk op de Diy-Gid-Biy (DGB)-sites.

## Geologie
Het Mandaragebergte is een geologisch massief dat miljoenen jaren geleden werd gevormd toen een continentale plaat of sokkel diep onder het Afrikaanse continent met een tektonische opheffing oprees, fragmenteerde en splijtte toen het naar de oppervlakte werd geduwd. Het klimaat was in die tijd aanzienlijk natter, dus enorme hoeveelheden neerslag vormden talloze rivieren die door deze breuken stroomden en ze dieper en breder sneden, wat resulteerde in het opmerkelijk ruige terrein van het bereik.
Vulkanische activiteit speelde ook een rol bij de vorming van het gebergte. Uitbarstingen van lava vormden vulkanische kegels waarvan de ventilatieopeningen uiteindelijk werden afgesloten met verhardend magma. Deze geharde kernen worden vulkanische pluggen genoemd. In het geval van het Mandaragebergte waren de pluggen veel beter bestand tegen erosie dan de buitenkant van de kegels, die na verloop van tijd wegsleten. Uiteindelijk bleven alleen de pluggen over, die de grimmige, naaldachtige torenspitsen vormden, zoals Kapsiki Peak waar het gebergte bekend om staat.